# Unitra

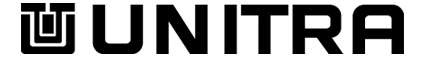
Logo Unitry

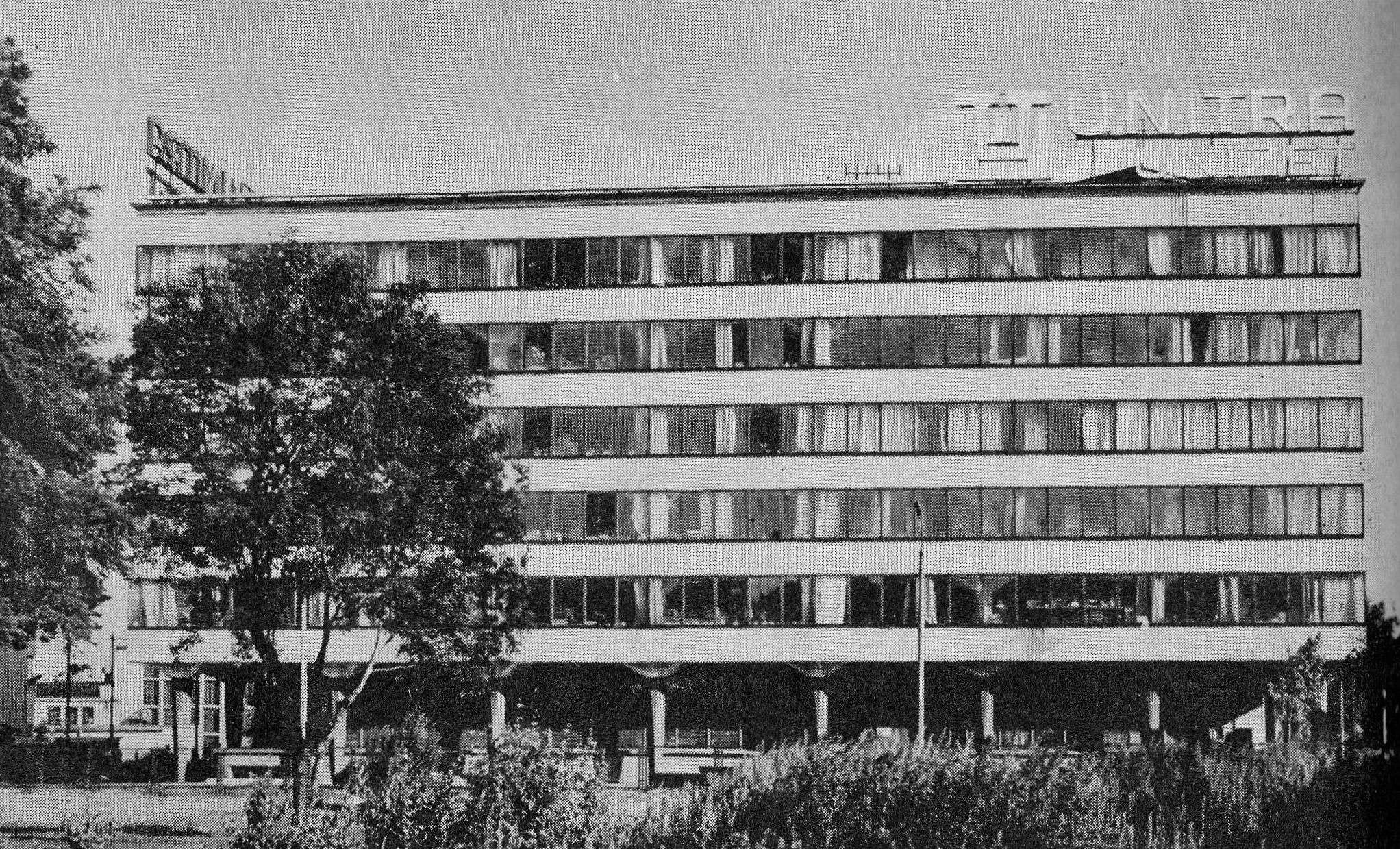
Biurowiec Unitra Unizet w Warszawie, lata 70. XX wieku

Unitra – Zjednoczenie Przemysłu Elektronicznego i Teletechnicznego, powołane w 1961 roku.
W 1978 r. dokonano podziału na Zjednoczenie Przemysłu Podzespołów i Materiałów Elektronicznych Unitra-Elektron i Zjednoczenie Przemysłu Elektronicznego Unitra-Dom. W 1982 r. zlikwidowano obydwa zjednoczenia. Z inicjatywy dyrektorów przedsiębiorstw dobrowolnie utworzono Zrzeszenie Przedsiębiorstw Przemysłu Elektronicznego UNITRA, do którego weszło około 30 zakładów – założycieli. Z Przedsiębiorstwa Handlu Zagranicznego UNITRA utworzono w 1983 spółkę z ograniczoną odpowiedzialnością.

## Historia
W 1958 r. utworzono w Warszawie z siedzibą przy ulicy Kruczej 36 dwie jednostki organizacyjne wchodzące w skład Ministerstwa Przemysłu Ciężkiego: Zjednoczenie Przemysłu Elektronicznego i Zjednoczenie Przemysłu Teletechnicznego. W skład zjednoczeń weszło większość przedsiębiorstw przemysłu elektronicznego, w tym również podległe poprzednio innym ministerstwom.
W 1961 r. obydwa zjednoczenia połączono w jedną organizację i powołano Zjednoczenie Przemysłu Elektronicznego i Teletechnicznego UNITRA.
W 1964 r. wydzielono z Unitry i przekazano do nowo utworzonego Zjednoczenia Przemysłu Automatyki i Aparatury Pomiarowej Mera zakłady Elpo w Warszawie i Elwro we Wrocławiu.
W 1971 r. z Unitry wydzielono Kombinat Źródeł Światła Polam, podporządkowany bezpośrednio Ministerstwu Przemysłu Maszynowego oraz Zjednoczenie Przemysłu Teleelektronicznego Telkom. Nazwę zmieniono na Zjednoczenie Przemysłu Elektronicznego Unitra, a wszystkie przedsiębiorstwa otrzymały nazwę dwuczłonową, z przedrostkiem Unitra- (na przykład Unitra-Eltra).
W 1978 r. nastąpił podział zjednoczenia Unitra na dwie części: Zjednoczenie Przemysłu Podzespołów i Materiałów Elektronicznych Unitra-Elektron i Zjednoczenie Przemysłu Elektronicznego Unitra-Dom. W skład zjednoczenia Unitra-Elektron weszły zakłady produkujące elementy elektroniczne i sprzęt profesjonalny, a Unitra-Dom – zakłady produkujące sprzęt elektroniczny powszechnego użytku. By wspomagać działania projektowe i logistyczne zjednoczenia Unitra-Dom, z części należącego do niego przedsiębiorstwa Unitech wydzielono Ośrodek Badawczo-Rozwojowy Elektronicznego Sprzętu Powszechnego Użytku OBRESPU, a do Unitechu włączono kilka zakładów produkujących podzespoły.
Z dniem 12 stycznia 1982 roku zlikwidowano zjednoczenia Unitra-Elektron i Unitra-Dom, a nadzór nad przedsiębiorstwami elektronicznymi przekazano do Biura Pełnomocnika Ministra Hutnictwa i Przemysłu Maszynowego do spraw Przemysłu Elektronicznego.
27 maja 1982 na wniosek dyrektorów przedsiębiorstw powołano dobrowolne Zrzeszenie Przedsiębiorstw Przemysłu Elektronicznego UNITRA. Umowę podpisało 30 jednostek-założycieli. Z większych zakładów elektronicznych, wchodzących poprzednio w skład zjednoczeń UNITRA, w skład zrzeszenia nie weszły: OMIG, Warel oraz Zakład Techniki Próżniowej w Koszalinie. Przedsiębiorstwo Handlu Zagranicznego UNITRA w 1983 przekształcono w spółkę z o.o. Przedsiębiorstwo to, po paru przekształceniach własnościowych, zajmuje się obecnie eksportem wyrobów firm Calisia, Diora – Świdnica i Unimor, a także wynajmem nieruchomości.
W wyniku przekształceń ustrojowych w 1989 r. wszystkie zjednoczenia i zrzeszenia uległy likwidacji. Poszczególne przedsiębiorstwa uzyskały samodzielność i z różnym stopniem powodzenia kontynuowały działalność, wiele upadło. Niektóre z nich zachowywały w nazwie człon „Unitra”.

### Reaktywacja
W 2014 roku reaktywowano markę Unitra i rozpoczęto sprzedaż m.in. słuchawek oraz uchwytów do telewizorów. W 2021 roku z inicjatywy nowego inwestora Michała Kicińskiego, znanego jako współzałożyciela spółki CD Projekt, utworzono spółkę Unitra, na którą przeniesiono prawa do znaku towarowego UNITRA. Od początku działalności nowa spółka skupiła się na zbudowaniu produktów, które będą nawiązywać do sprzętów z lat 70. XX wieku.

## Lista podległych zakładów

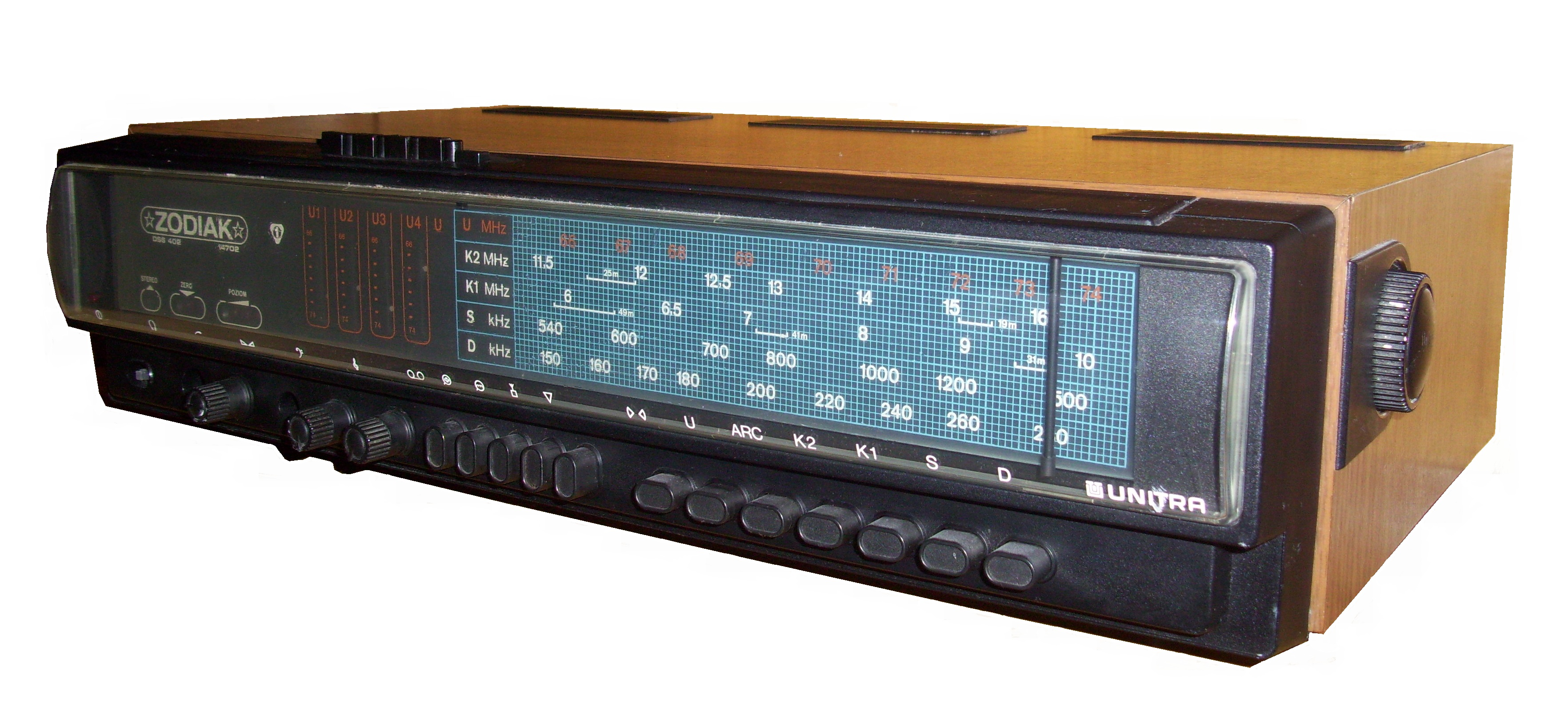
Amplituner Zodiak DSS-402 produkcji Unitra-Diora

Wiele zakładów wchodziło w skład Unitry pod różnymi nazwami w różnych okresach – także jako części składowe większych przedsiębiorstw. Zaś już po rozwiązaniu Unitry różne zakłady przyjęły nazwy z członami Unitra-, pod którymi nigdy nie wchodziły w jej skład.
W 1975 r. zjednoczenie Unitra grupowało 27 przedsiębiorstw przemysłowych, 21 organizacji przemysłowych i 12 oddziałów filialnych i zamiejscowych przedsiębiorstw produkcyjnych.
W 1980 r. zjednoczenie Unitra-Dom liczyło 16 przedsiębiorstw przemysłowych i 12 oddziałów filialnych i zamiejscowych, a Unitra-Elektron 13 przedsiębiorstw i 13 oddziałów filialnych i zamiejscowych.
Na koniec 1985 r. Unitra zrzeszała 28 przedsiębiorstw produkcyjnych, 2 centrale techniczno-handlowe, 2 biura projektowo-technologiczne i jedno przedsiębiorstwo modernizacji przemysłu. Poniżej przedstawiono wszystkie przedsiębiorstwa i wydziały zjednoczenia Unitra, wchodzące w jej skład w którymkolwiek z okresu funkcjonowania:
- Biazet – Białystok
- CEMAT – Warszawa
- CEMI – Warszawa
- Cemont – Warszawa
- CERAD – Warszawa
- CERPO
- COBRESPU – (Centralny Ośrodek Badawczo-Rozwojowy Elektronicznego Sprzętu Powszechnego Użytku) – Warszawa
- Diora – Dzierżoniów
- Dolam – Wrocław
- Elmasz – Warszawa
- Elpod – Warszawa
- Elpol
- Eltra – Bydgoszcz
- Elwa – Kołobrzeg
- Fonica – Łódź
- Lamina – Piaseczno
- Unitra-Lipsk
- Unitra-Lubartów
- Magmor – Gdańsk
- Miflex – Kutno
- Mikrostyk – Gniew
- OBREP – Warszawa
- OBRPO – Warszawa
- OBRTT – Warszawa
- Omig – Warszawa
- Pewa – Warszawa
- Polam
- Polkolor – Piaseczno
- Polfer – Skierniewice
- Profel – Szydłowiec
- Radmor – Gdynia
- Radwar – Warszawa
- Rawar – Warszawa
- Unitra-Rzeszów
- Serwis – Warszawa, Kraków, Katowice, Łódź, Poznań, Wrocław, Gdańsk, Lublin, Olsztyn, Szczecin, Bydgoszcz
- Telekom – Warszawa
- Telam – Warszawa
- Telpod – Kraków
- Tonsil – Września
- Toral – Toruń
- Unima – Koszalin
- Unimor – Gdańsk
- Unipro – Warszawa
- Unitech – Gniew, Białogard, Mława, Lipsk, Żuromin, Maków Mazowiecki
- Unitronex – Warszawa
- Unizet – Warszawa
- Warel – Warszawa
- WZT – Warszawa
- Zapel – Boguchwała
- Zatra – Skierniewice
- Zelos – Piaseczno
- ZRK – Warszawa
- Zumet – Bartoszyce